# 102
102 ou 102 d.C. foi um ano comum do século II que começou e terminou no sábado, de acordo com o Calendário Juliano. a sua letra dominical foi B.
| Ano completo                   |
| ------------------------------ |
| Ano comum com início ao sábado |